# 維羅納主教座堂

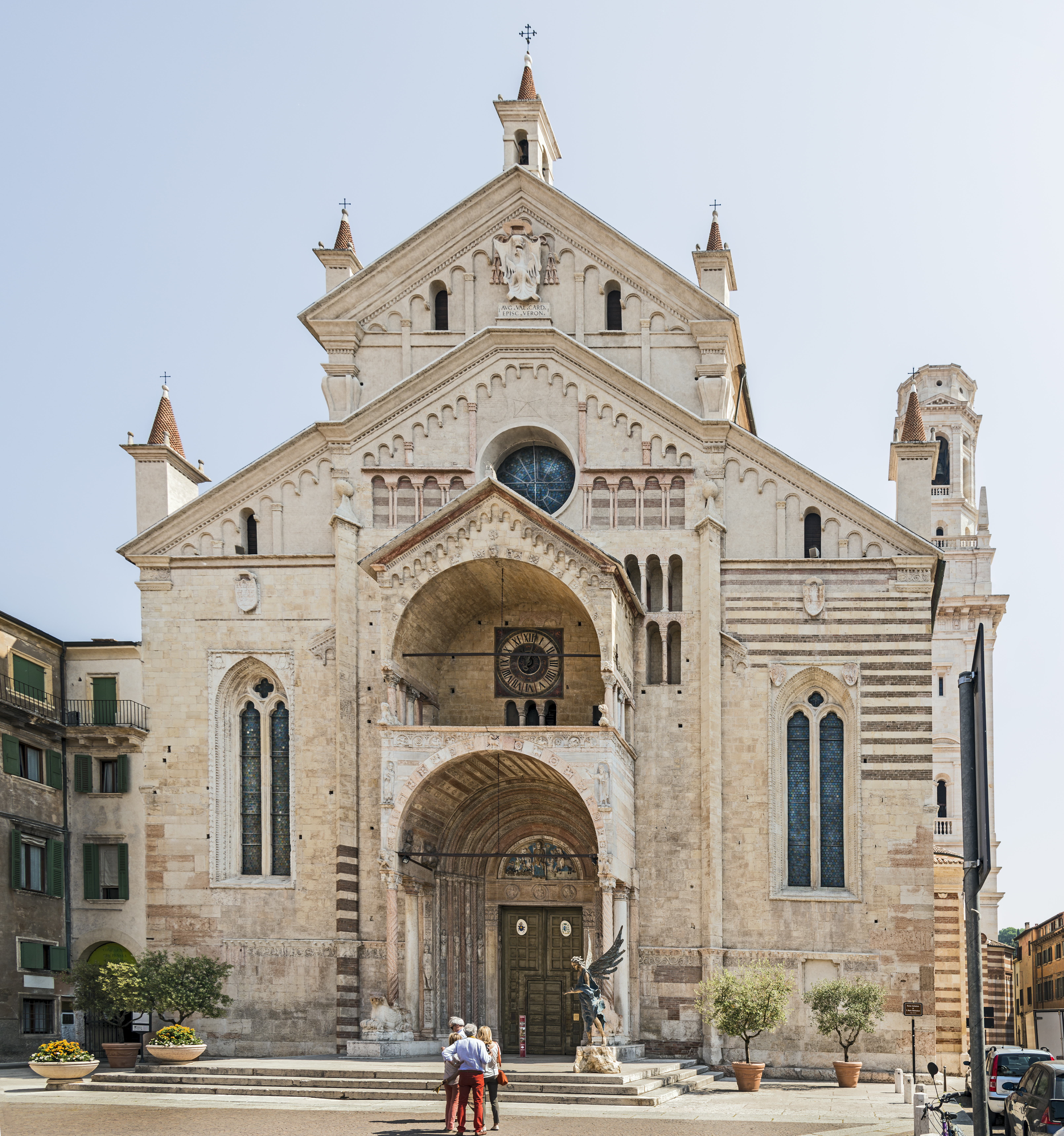

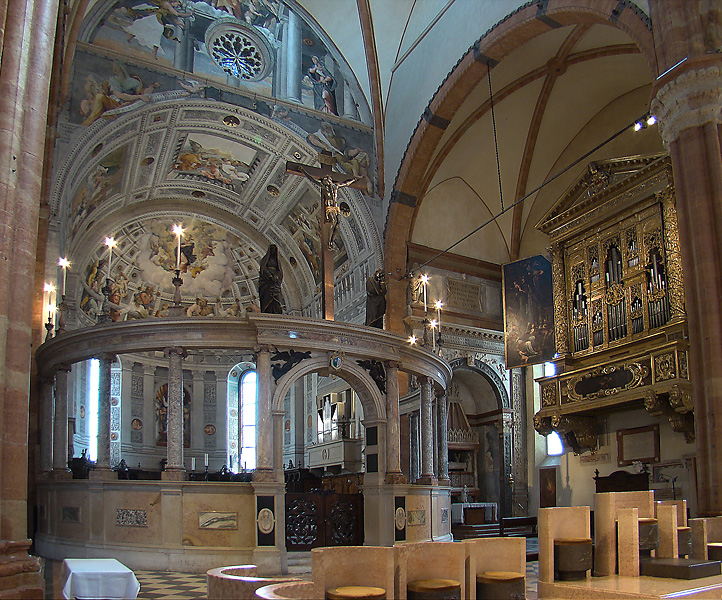

維羅納主教座堂（Cattedrale Santa Maria Matricolare）位于意大利北部城市维罗纳，是天主教维罗纳教区的主教座堂。
该堂为罗曼风格，祝圣于1187年9月13日，兴建在毁于1117年地震的旧堂原址上。

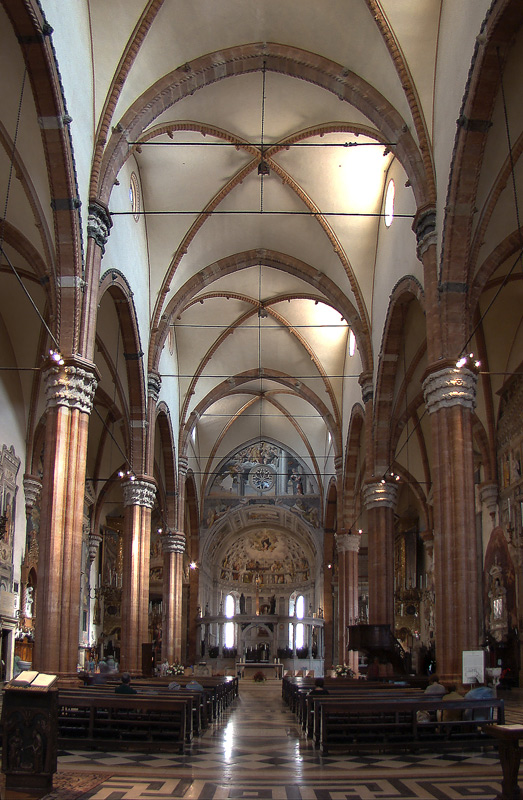

## 外观
立面分为三个部分，门廊点缀的雕塑是十二世纪的雕塑家Nicholaus的作品。（同样在费拉拉主教座堂）。
立面采用哥特式窗户，是在14世纪装修的证据。

## 内部
目前 内部的模样是15世纪装修的结果。正殿和走道用红色维罗纳大理石壁柱分隔。每侧的前三个小堂都是同一个风格，大多是文艺复兴时期维罗纳的艺术家的作品。